# György Bessenyei

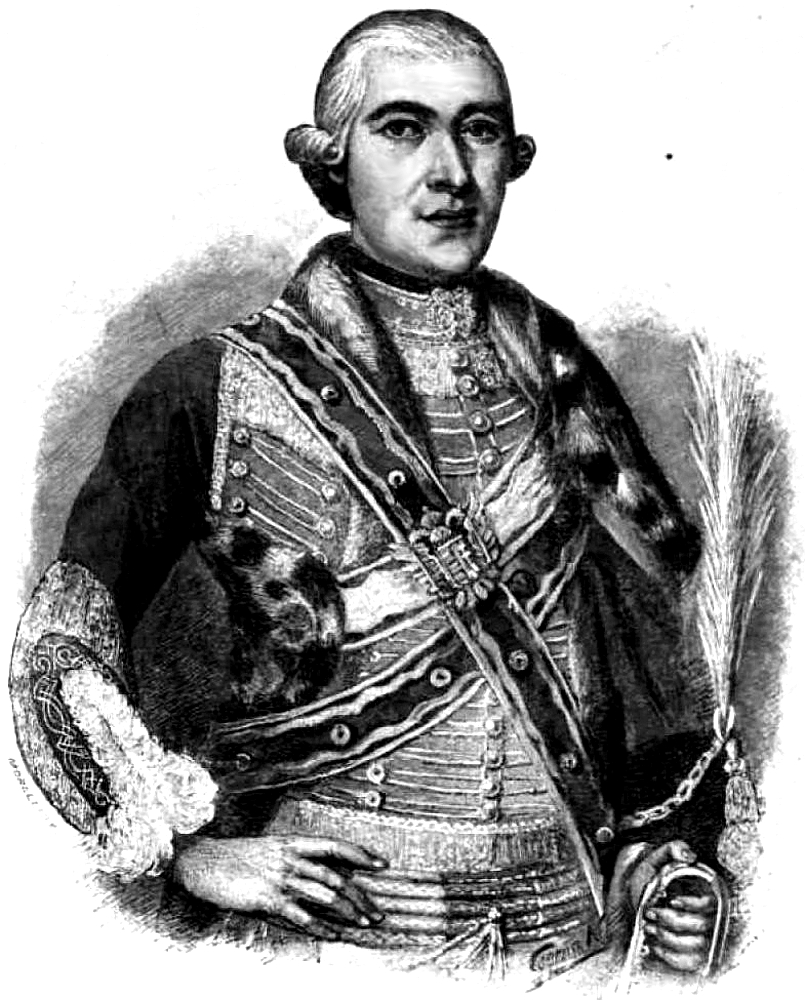
György Bessenyei

György Bessenyei (ur. 1747, zm. 1811) – węgierski poeta okresu oświecenia.
W wieku 18 lat został członkiem gwardii królewskiej Marii Teresy w Wiedniu, gdzie spędził ponad 8 lat. Wokół Bessenyeiego zaczął się tworzyć ośrodek życia kulturalnego i literackiego.
W 1772 r. ukazało się jego największe dzieło pt. Ágis tragédiája (Tragedia Ágisa) - dramat, którego akcja rozgrywała się w starożytnej Sparcie, zadedykował Marii Teresie.
W 1777 r. w Peszcie wydał komedię zatytułowaną Filozof, którą z dużym powodzeniem grano także za jego życia. 
Pisarz twierdził, że należy pisać w języku węgierskim i rozwijać naukę (postulaty te ukazały się w wydanych w latach 70. broszurach Węgierski widz i Węgierszczyzna), a literatura powinna mieć charakter świecki (za jej cel stawiał szerzenie wiedzy).